# Tomáš Jun
Tomáš Jun (* 17. Januar 1983 in Prag, Tschechoslowakei) ist ein ehemaliger tschechischer Fußballspieler.

## Karriere
Jun wechselte mit neun Jahren von Jiskra Hlubočepy in die Jugend von Sparta Prag, wo er 1999 als 16-Jähriger zu seinem ersten Einsatz für die erste Mannschaft kam. In der Saison 2000/01 zeigte der junge Stürmer sein Talent und erzielte fünf Tore in zehn Spielen. 2002 wurde er aufgrund der starken Konkurrenz im Angriff der Prager für ein halbes Jahr an den FK Jablonec ausgeliehen. Nach seiner Rückkehr zu Sparta entwickelte sich Jun zum Stammspieler, in der Spielzeit 2004/05 schoss er 14 Tore in 30 Spielen, so dass er auch eine Chance in der Nationalmannschaft bekam.
Im Sommer 2005 wechselte er für etwa 100 Millionen Kronen zu Trabzonspor in die Türkei, erzielte in 16 Einsätzen aber kein Tor. In der laufenden Saison wurde er an Beşiktaş Istanbul ausgeliehen, dort schoss er nur ein Tor in 22 Spielen. Zur Saison 06/07 wurde er wiedermals an Sparta Prag ausgeliehen und kehrte dann nach Trabzon zurück.
Im Januar 2008 wechselte er zum FK Teplice, im Januar 2009 wurde er an den SCR Altach ausgeliehen. Im Sommer wurde Jun vom FK Teplice an Austria Wien mit einer Option auf Kauf weiterverliehen. Im Oktober verletzte sich Jun am Knie und fiel bis Mitte März 2010 verletzt aus.
Nach seiner Rückkehr von seiner Verletzungspause avancierte Jun zu einem wichtigen Spieler für die Mannschaft. Er hatte maßgeblichen Anteil am zweiten Meisterschaftsplatz, nachdem man sogar bis zur letzten Runde mit dem Meistertitel spekulieren durfte. Nach seinen guten Leistungen in der vergangenen Saison zögerte der FK Austria Wien nicht und zog die Option zum Kauf. Sein Vertrag verlängerte sich dadurch.
Jun spielte dann bis Juni 2014 beim FK Austria Wien.
2012/13 gelang ihm mit der Austria der österreichische Meistertitel, 2013 zog die Austria mit Jun in die Gruppenphase der UEFA Champions League ein. Beim 4:1-Sieg der Austria gegen Zenit St. Petersburg gelang Jun auch ein Tor.
Nach der Saison wechselte er zurück in seine tschechische Heimat zum FK Jablonec.
Im Januar 2015 kehrt Jun zurück nach Österreich. Er wechselt in die Regionalliga Ost zum SC Ritzing. In der Sommertransferperiode 2017 wechselte Jun nach Deutschland zum damaligen Landesligisten SV Donaustauf und spielte dort bis zur Winterpause. Danach war er ab der Winterpause beim Sechstligisten USV Oed/Zeillern mit Spielbetrieb in der niederösterreichischen Gebietsliga West aktiv und beendete dort im Sommer 2019 seine Karriere als Aktiver.